# Lycosa tista
Lycosa tista là một loài nhện trong họ Lycosidae.
Loài này thuộc chi Lycosa. Lycosa tista được Benoy Krishna Tikader miêu tả năm 1970.